# Zhu Rongji
Zhu Rongji (in cinese 朱镕基; Changsha, 23 ottobre 1928) è un politico cinese, discendente diretto della dinastia Ming.

## Biografia
È stato il Primo ministro della Cina, il quinto nella veste di Primo ministro del Consiglio di Stato della Repubblica Popolare Cinese (dal 1949), in carica dal marzo 1998 al marzo 2003. Dal 1987 al 1991 è stato sindaco di Shanghai, mentre dal marzo 1993 al marzo 1998 è stato il Vice-Premier con Li Peng alla guida dell'esecutivo. È stato inoltre membro del 14° e del 15° Comitato permanente dell'ufficio politico del Partito Comunista Cinese (dal 1992 al 2002). Infine è stato il nono Governatore della Banca Popolare Cinese, svolgendo questo incarico dal luglio 1993 al giugno 1995, mentre dal marzo 1988 al marzo 2003 è stato membro del Congresso nazionale del popolo. Si è ritirato dalla scena politica nel 2003.